# بر آسمان نوشته
بر آسمان نوشته فیلمی به کارگردانی سیامک یاسمی و نویسندگی سیامک یاسمی و ابراهیم زمانی آشتیانی محصول سال ۱۳۴۷ است. اکران نخست فیلم در تاریخ چهارشنبه ۲۷ آذر ۱۳۴۷ خورشیدی همزمان در سیزده سینما در تهران (اروپا، رکس، میامی، آسیا، پاسیفیک، تیسفون، همای، سیلوانا، فلور، کارون، ناتالی، اورانوس و گلدیس) بوده است  .

## خلاصه داستان
دو ایل پشتکوه و پیشکوه سال هاست با هم اختلاف دارند و سرانجام پس از مذاکراتی قرار می‌شود که با ازدواج «احمد» پسر اسدخان از ایل پیشکوه و «گوهر» دختر بهادرخان از قبیله «پشتکوه» برای همیشه این اختلافات از بین برداشته شود…

## بازیگران
- بهروز وثوقی
- فروزان
- تقی ظهوری
- همایون بهادران
- ثریا بهشتی
- شهرام شبیری
- رفیع حالتی
- یوسف رجبی
- آذر
- حسن شاهین
- سوسن
- هاله (سیمین دیوسالار)